# Бромид протактиния(V)
Бромид протактиния(V) — бинарное неорганическое соединение, 
соль металла протактиния и бромистоводородной кислоты 
с формулой PaBr5, 
красно-оранжевые кристаллы, 
очень чувствительно с влаге.

## Получение
- Пропускание через свежеполученный хлорид протактиния(V) паров трибромида бора[1]:

{\displaystyle {\mathsf {3PaCl_{5}+5BBr_{3}\ {\xrightarrow {}}\ 3PaBr_{5}+5BCl_{3}}}}

## Физические свойства
Бромид протактиния(V) образует красно-оранжевые кристаллы
ромбической сингонии,

параметры ячейки a = 0,725 нм, b = 1,212 нм, c = 0,913 нм, Z = 4.
По другим данным образует кристаллы нескольких модификаций:
- α-PaBr5, моноклинная сингония, пространственная группа P 21/c, параметры ячейки a = 1,269 нм, b = 1,282 нм, c = 0,992 нм, β = 108°, Z = 8, существует при температуре ниже 400 °С;
- β-PaBr5, моноклинная сингония, пространственная группа P 21/n, параметры ячейки a = 0,8385 нм, b = 1,1205 нм, c = 0,8950 нм, β = 91,1°, Z = 4, существует при температуре выше 400 °С;
- γ-PaBr5, триклинная сингония, пространственная группа P 1, параметры ячейки a = 0,752 нм, b = 1,021 нм, c = 0,674 нм, α = 89,27°, β = 117,55°, γ = 109,01°, Z = 4;

В кристаллах молекулы димерны Pa2Br10.
Энергично реагирует с водой и аммиаком, но в сухом воздухе стабильно.

## Химические свойства
- Окисляется при нагревании на воздухе[5]:

{\displaystyle {\mathsf {2PaBr_{5}+O_{2}\ {\xrightarrow {350^{o}C}}\ 2PaOBr_{3}+2Br_{2}}}}